# Laxabborrartade fiskar
Laxabborrartade fiskar (Percopsiformes) är en ordning av fiskar som ingår i klassen strålfeniga fiskar (Actinopterygii). Enligt Catalogue of Life omfattar ordningen Percopsiformes 9 arter. 
Med en längd upp till 20 cm är ordningens medlemmar små fiskar. Rygg- och analfenan bildas av ett fåtal styva strålar samt av en till fyra mjuka strålar som ligger närmare huvudet. Fjällen på kroppen är runda eller runda med små bucklor, liksom tänder.
Arterna förekommer i Nordamerika från Alaska över Kanada till Texas i USA. Den vistas i sötvatten i vattendrag, pölar och insjöar. Några arter förekommer i grottor och två arter hittas i träskmarker.
Levnadssättet varierar mycket beroende på art. Allmänt lever varje individ ensam. Laxabborrartade fiskar är allätare och hos en art dokumenterades kannibalism. Exemplar som inte lever i grottor jagas av större fiskar, vattenlevande ormar och fåglar. Yngel faller ibland offer för större insekters larver (till exempel trollsländor). Hos alla arter lägger honor ägg. Fortplantningen sker främst under våren och några arter i grottor är oberoende av årstiderna.
Tre arter från grottor listas av IUCN som sårbar (VU) och Speoplatyrhinus poulsoni listas som akut hotad (CR).
Familjer enligt Catalogue of Life:
- Amblyopsidae
- Aphredoderidae
- Percopsidae